# Stelis callura
Stelis callura är en biart som beskrevs av Cockerell 1925. Stelis callura ingår i släktet pansarbin, och familjen buksamlarbin. Inga underarter finns listade i Catalogue of Life.